# 485 f.Kr.

## Händelser

### Efter plats

#### Sicilien
- Tyrannen Gelon av Gela utnyttjar ett erbjudande från Syrakusa och blir själv härskare över staden samt lämnar sin bror Hieron som härskare över Gela. Erbjudandet kommer från ättlingarna till gamorerna, som var stadens första kolonisatörer, och har innehaft makten där tills de har blivit förvisade av killichiroerna, stadens lägre klasser.

## Avlidna
- Anakreon, grekisk poet och lyriker